# William Duncan Smith
William Duncan Smith (28 juillet 1825 - 4 octobre 1862) est un officier det carrière dans l'armée des États-Unis qui a combattu lors de la guerre américano-mexicaine. Plus tard, il sert en tant que général confédéré au cours de la guerre de Sécession, et il meurt dans la deuxième année de la guerre, de la fièvre jaune.

## Avant la guerre
Smithnaît à Augusta, en Géorgie, en 1825. Il entre à l'académie militaire de West Point en juillet 1842, et est diplômé quatre ans plus tard, trente-cinquième sur 59 cadets. Il est breveté second-lieutenant dans le 2nd U.S. Dragoons, et est promu second-lieutenant le 18 août 1847.
Smith sert pendant la guerre américano-mexicaine, et est blessé à la bataille de Molino del Rey, le 8 septembre 1847, l'un des engagements les plus sanglants du conflit. Après la fin de la guerre avec le Mexique, il est promu premier lieutenant le 18 août 1851. Sa dernière promotion dans l'armée américaine survient le 4 juin 1858, pour le grade de capitaine. Il est en Europe en congés de l'armée de 1859 à 1861.

## Guerre de Sécession et mort
Choisissant de suivre son état d'origine et la cause confédérée, Smith démissionne de sa commission des États-Unis le 28 janvier 1861. Il entre au service de l'armée des États confédérés, le 16 mars, en tant que capitaine dans la cavalerie, mais est transféré dans l'infanterie, le même jour, étant également promu commandant. Peu de temps après, il est affecté dans le 1st Georgia Regular Infantry Regiment. Le 13 avril 1861, les confédérés prennent possession de Tybee Island et y érigent des ouvrages en terre pour recevoir des batteries d’artillerie. Le commandant Smith et le 1st Georgia Regulars occupent Tybee Island jusqu'au 17 juillet 1861, date à laquelle ils sont relevés par le 1st Volunteer Guard of Georgia.
Smith est nommé adjoint de l'adjudant-général, des défenses de Savannah, en Géorgie, le 25 juin. Il est promu colonel le 14 juillet et reçoit le commandement du 20th Georgia Infantry. Le 7 mars 1862, il est promu  brigadier général et affecté à la première brigade du district confédéré de Géorgie, dans le département de la Caroline du Sud et de la Géorgie du 30 avril au 8 juillet. 
Début juin, il est responsable de la stratégie défensive contre les forces de l'Union qui approche de Charleston par James Island. Il élabore un système de « forces avancées » et de « grandes gardes » (des piquets mobiles qui permettent une mobilisation des forces confédérées).
Au cours de cette période, il dirige l'une des ailes de l'armée du brigadier général « Shanks » Evans qui a remporté la bataille de James Island (bataille de Secessionville). Ses supérieurs lui donne le crédit de la stratégie de flanquement de l'aile gauche unioniste qui a permis la victoire confédérée. Il reçoit ensuite le commandement du premier sous-district du district de la Caroline du Sud (même département), jusqu'à sa mort le 4 octobre.
Smith meurt de la fièvre jaune en service à Charleston, Caroline du Sud chez son oncle, le docteur F. M. Robertson. Son corps est ramené dans sa ville natale, et il est enterré dans le cimetière de la ville d'Augusta.